# Alete (Sofocle)
Alete è una tragedia di Sofocle, perduta tranne 7 frammenti, per un totale di 24 versi.

## Trama
La trama sembra ricostruibile da Iginoː Elettra riceve un falso messaggio secondo cui Oreste e Pilade sono stati sacrificati a Artemide in Tauride. Alete, figlio di Egisto, apprendendo che non sono rimasti superstiti maschi della stirpe degli Atridi, ne usurpa la sovranità a Micene. 
Elettra parte, allora, per Delfi per informarsi dall'oracolo sulla morte del fratello. Lo stesso giorno in cui arriva a destinazione, anche Ifigenia e Oreste giungono lì e lo stesso messaggero che aveva portato la notizia riguardo Oreste indica Ifigenia come la sua assassina. Udito questo, Elettra strappa un tizzone ardente dall'altare, senza riconoscere la sorella, e sta per accecare Ifigenia, se non fosse per la tempestiva interferenza di Oreste. 
Segue un riconoscimento e tornano insieme a Micene, dove Oreste uccide Alete e sta per farlo anche con sua sorella Erigone, se Artemide non l'avesse portata via per farla sua sacerdotessa in Attica. Oreste poi sposa Ermione e Pilade Elettra.

## Datazione
Sembra, secondo alcuni studiosi, che il dramma appartenga all'ultima fase della produzione sofoclea: infatti espressioni presenti in due frammenti riecheggiano quelle usate da Sofocle solo nel Filottete e nell'Edipo a Colono. E, proprio sul modello della vicenda di Edipo conclusa nell'ultima tragedia sofoclea, si può pensare che il drammaturgo avesse concepito questo dramma come una sorta di conclusione catartica alla vicenda iniziata nella sua Elettraː lo dimostrerebbe il ruolo giocato, se prestiamo fede a Igino, da Elettra nella risoluzione di entrambi i drammi e la conclusione di una vicenda familiare lasciata, per così dire, "appesa" nella Elettra, così come si verifica nell'Edipo a Colono rispetto all'Edipo Re.